# Llengües diola
Les llengües diola són un continu dialectal parlat al Senegal (1,2 milions), Gàmbia (1,2 milions) i Guinea Bissau (800.000 parlants). Pertany a la branca bak de la família de les llengües nigerocongoleses.

## Llengües
Les branques principals del diola propi i en certa manera del diola central no són mútuament intel·ligibles. Les principals varietats són: 
- Bayot
- Diola propi
  - Diola central 
    - Jola-Fonyi (Kujamatay), parlat al voltant de Bignona. L'estàndard oficial.
    - Bandial, parlat en una petita àrea al sud del riu Casamance.
    - Gusilay, parlat a la vila de Thionck Essyl.
    - Jola-Felupe (Ediamat), parlat en un grapat de viles al sud d'Oussouye. El kerak en podria ser un dialecte.
    - (Jola) Kasa, parlat al voltant d'Oussouye.

  - Kwatay (Kuwaataay), parlat al llarg de la costa meridional del riu Casamance.
  - Karon–Mlomp
    - Karon, parlat al llarg de la costa septentrional del riu Casamance, al sud del districte de Diouloulou.
    - Mlomp, parlat a la vila de Mlomp.

### Bayot
El bayot, parlat al voltant de Ziguinchor, és gramaticalment diola a part d'un sistema pronominal no diola, però potser la meitat del seu vocabulari no és diola i fins i tot no atlàntic. Podria ser una llengua aïllada amb una relexificació substancial del diola. En qualsevol cas, és clarament diferent de les altres parles diola.